# Masmo (tunnelbanestation)
Masmo är en station i Masmo längs Stockholms tunnelbana, röda linjen (T-bana 2). Den togs i bruk den 1 oktober 1972. Avståndet från station Slussen är 16,1 kilometer. Stationen ligger mellan stationerna Fittja och Vårby gård.

## Beskrivning
Masmo är en underjordsstation i ett bergrum under Masmoberget, drygt 20–45 meter under marken. En biljetthall med entré finns från Solhagavägen. Konstnärlig utsmyckning inom stationen; målade plåtar, Ta ner solen i tunnelbanan av Staffan Hallström och Lasse Andréasson, 1971. Utanför stationen utfördes 2015 en installation bestående av ett 40-tal orange-röda pinnar. Huddinge kommun är den som beställde verket och  arkitektbyrån Land arkitektur, Anders Kling, stod för utförandet. Kommunen ville ha "något kaxigt och färgstarkt på den platsen".
Tunnelbanestationen Masmo har endast en ingång med gångtrappa upp och ned samt hiss. Ett ytterligare hiss- och rulltrappschakt finns planerat och utsprängt längst ned i den befintliga entrétunneln. Utgången skulle betjäna ett planerat bostadsområde på Masmoberget. Planerna på bostadsområdet skrinlades, men då hade redan schaktet för en utgångshall med plats för rulltrappa och hiss sprängts ut ur berget. Alla schakt är numera plomberade och området är inhägnat. På berget syns spåren var nedgången var planerad i form av ett djupt dike och upplagd sprängsten.

## Bilder

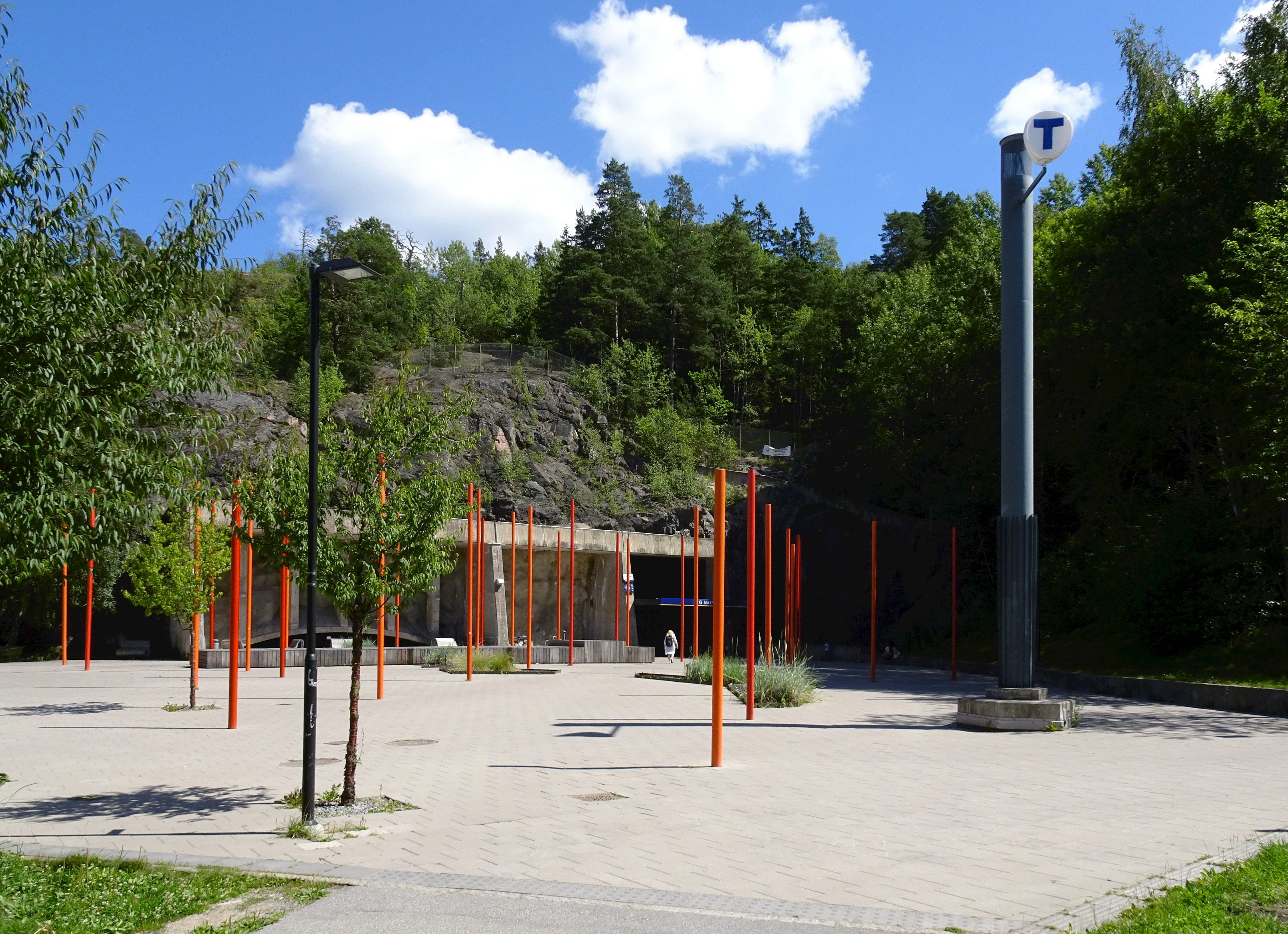
Entréområdet med ett 40-tal orange-röda pinnar.
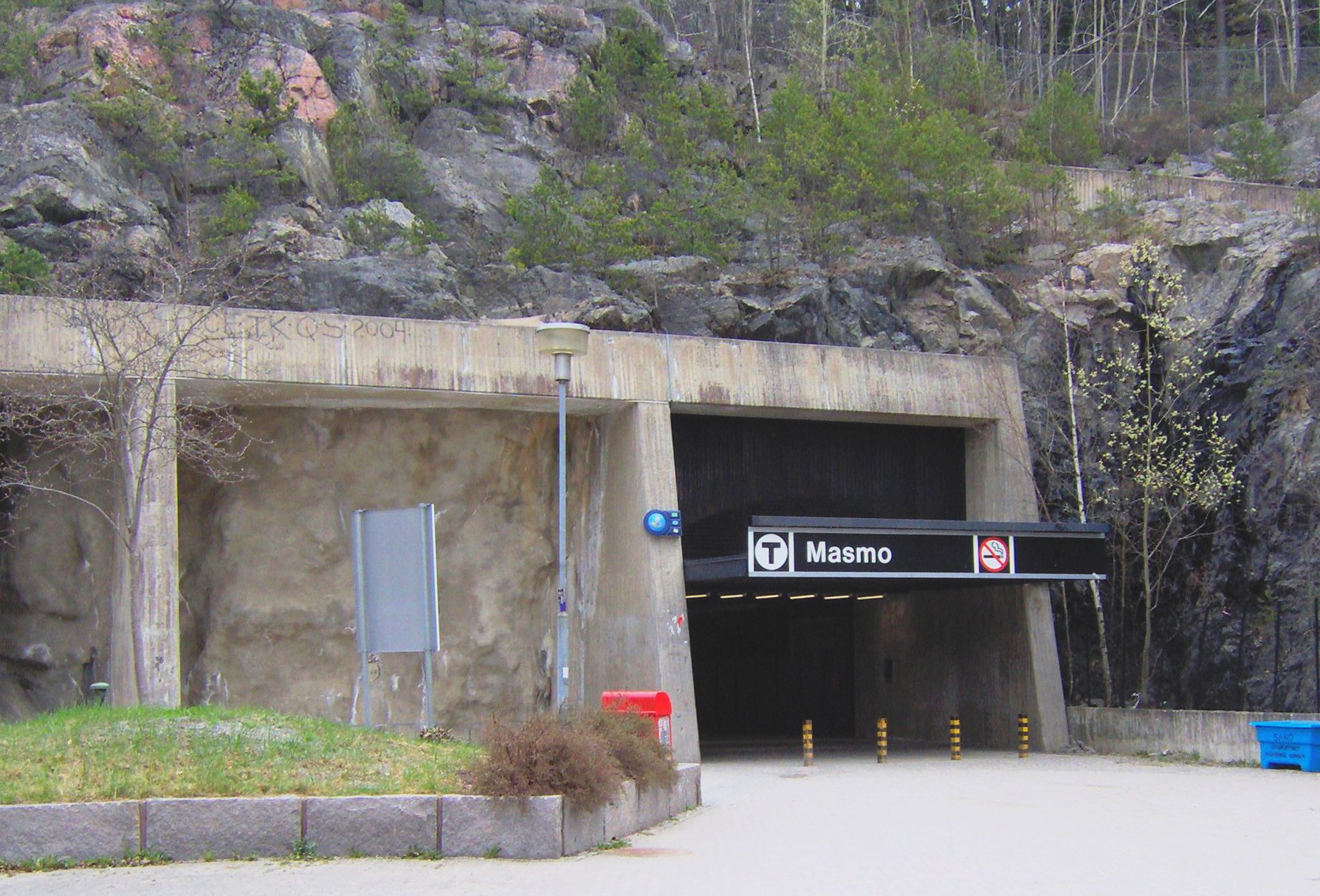
Masmo T-baneingång 2006.
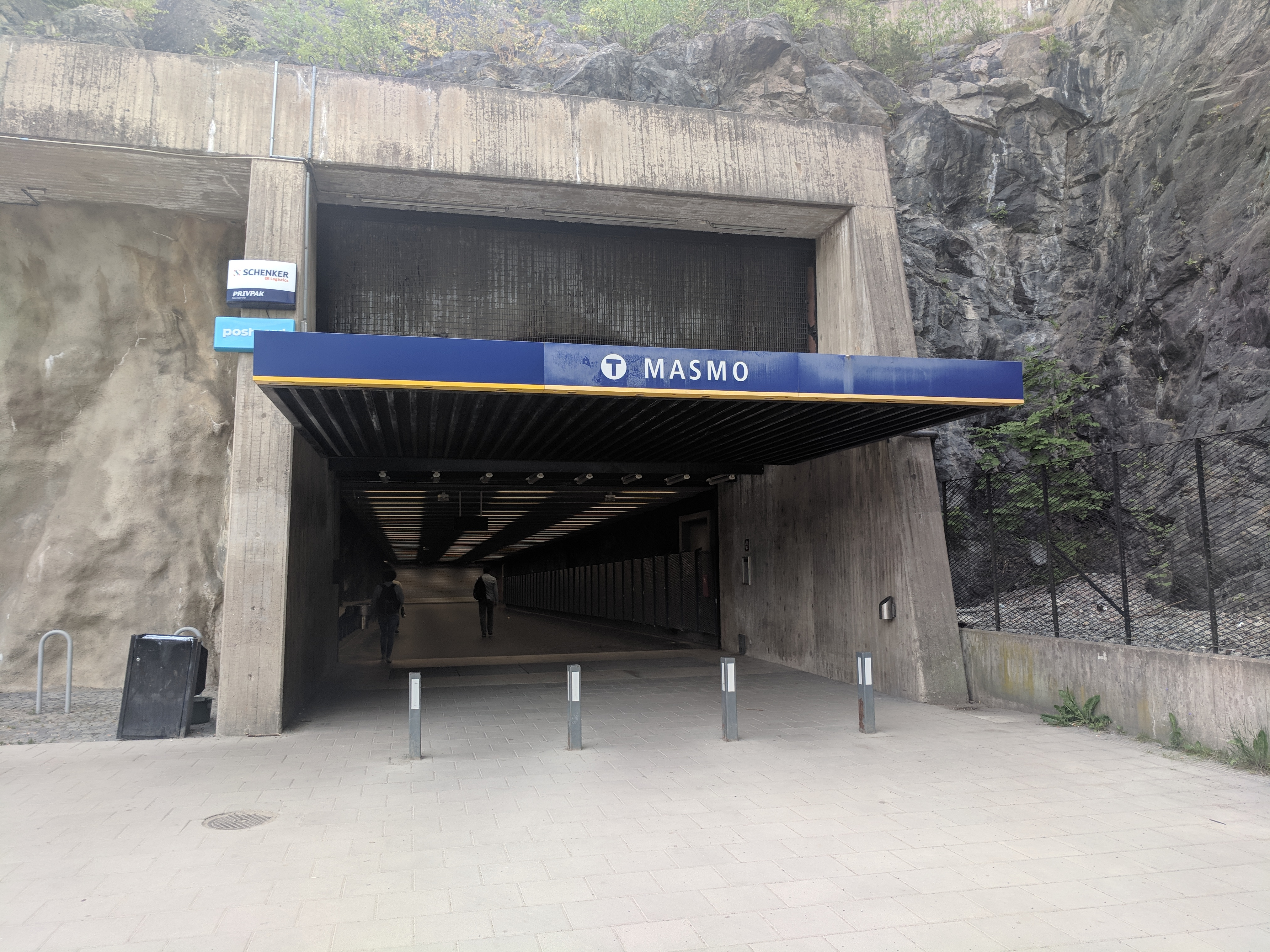
Masmo T-baneingång 2018.
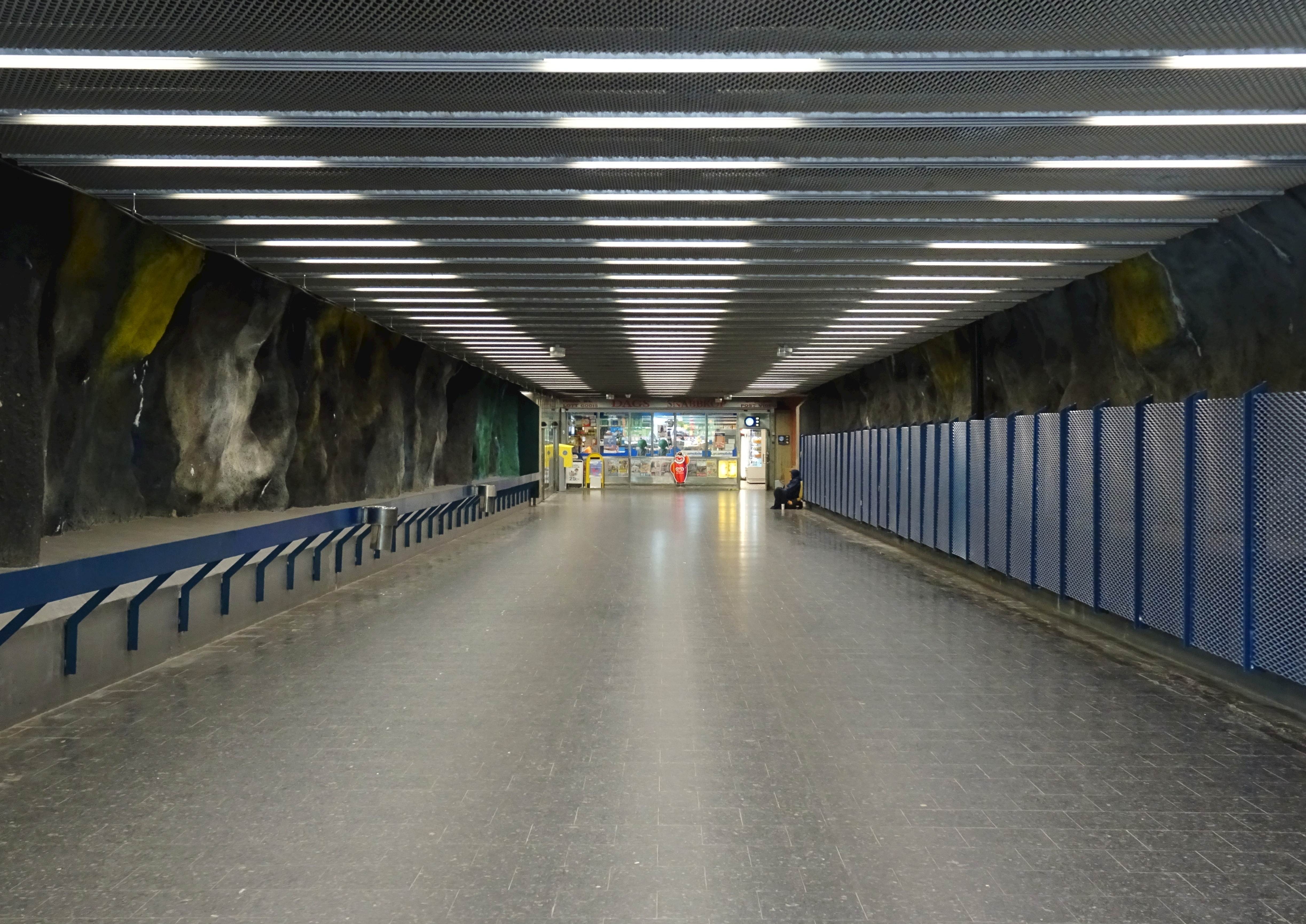
Den långa gången till Masmo T-banestation.
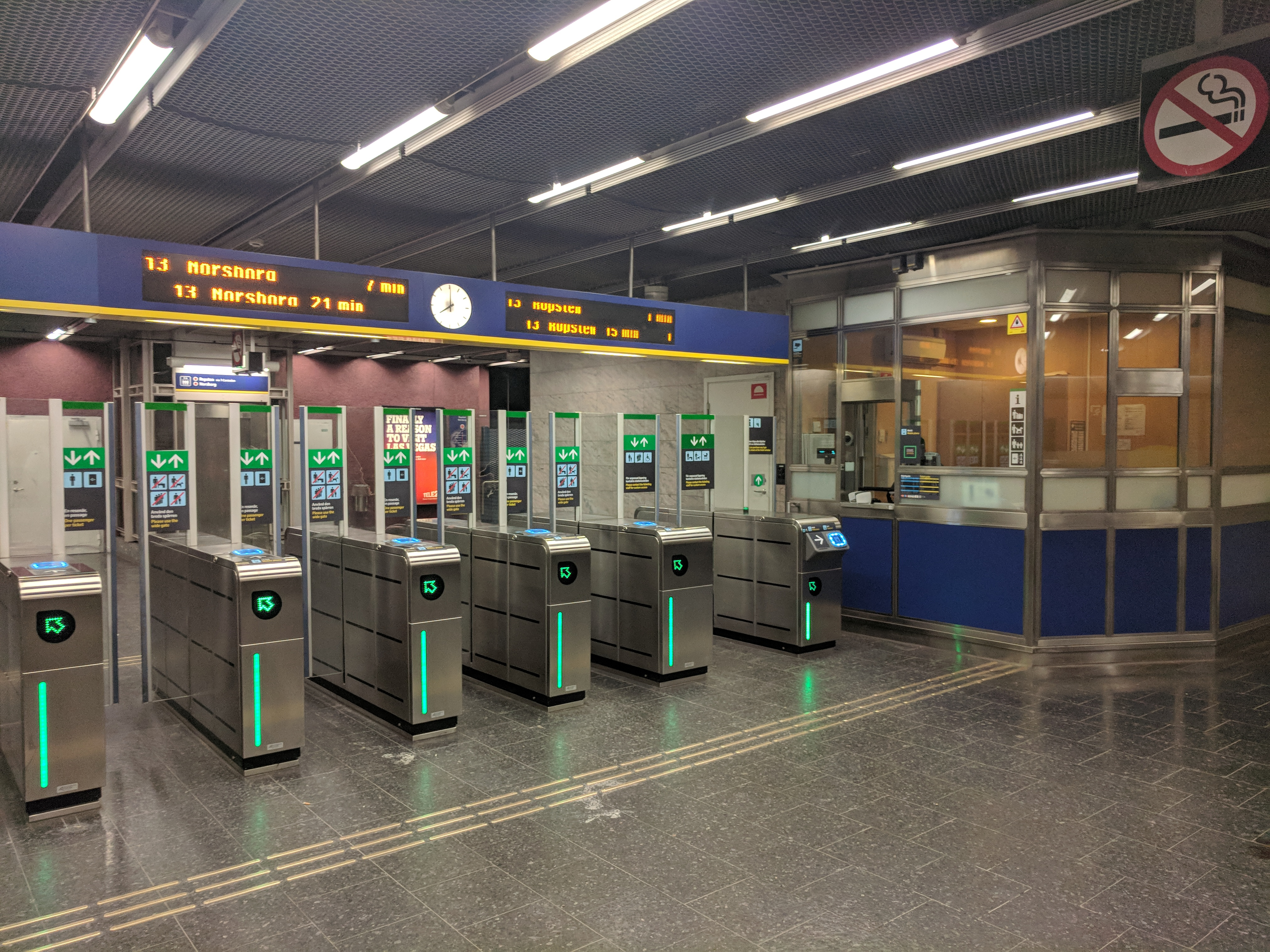
Biljetthallen och spärren.
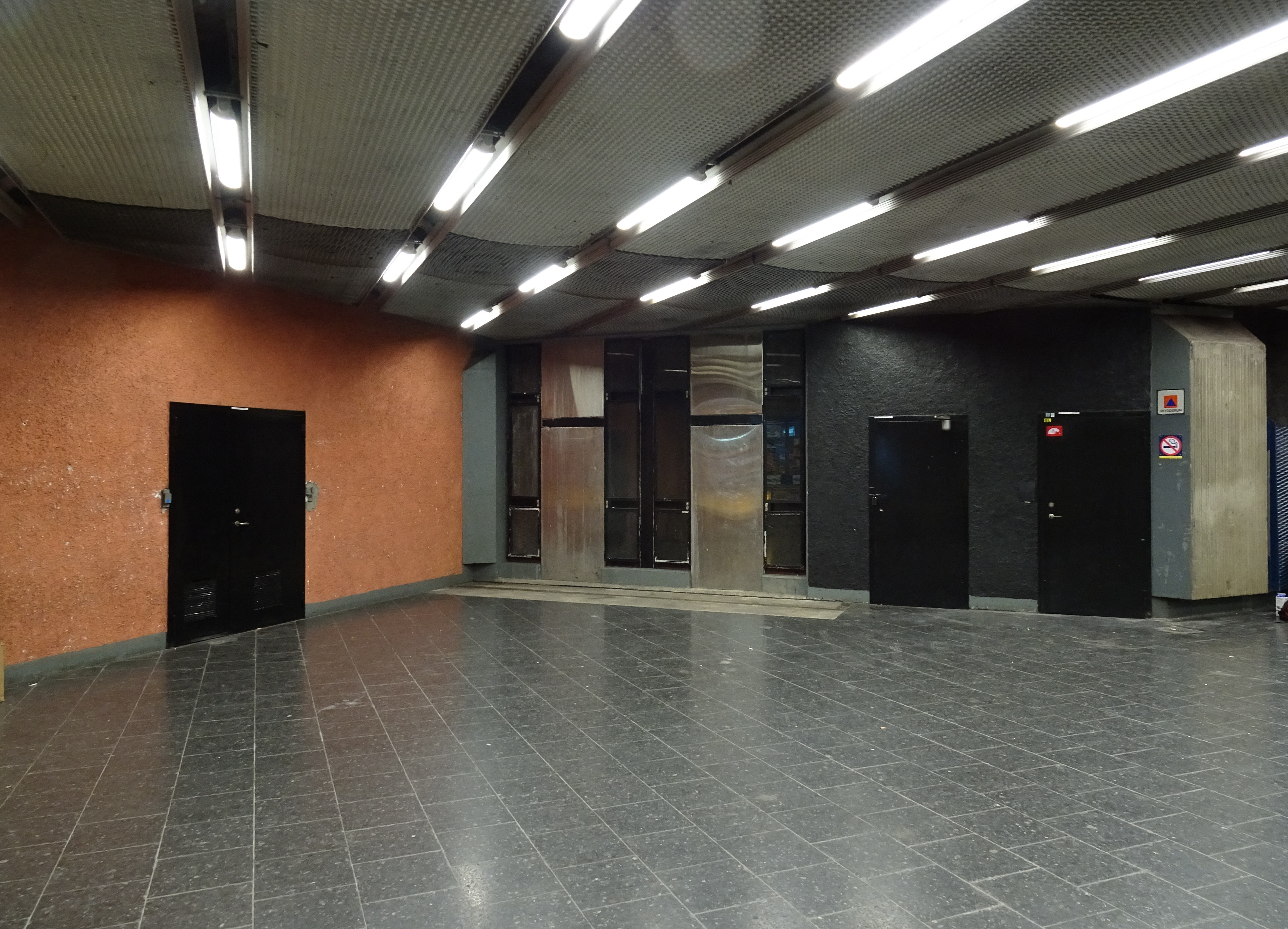
Den planerade norra uppgången med igenstängd hissfront.
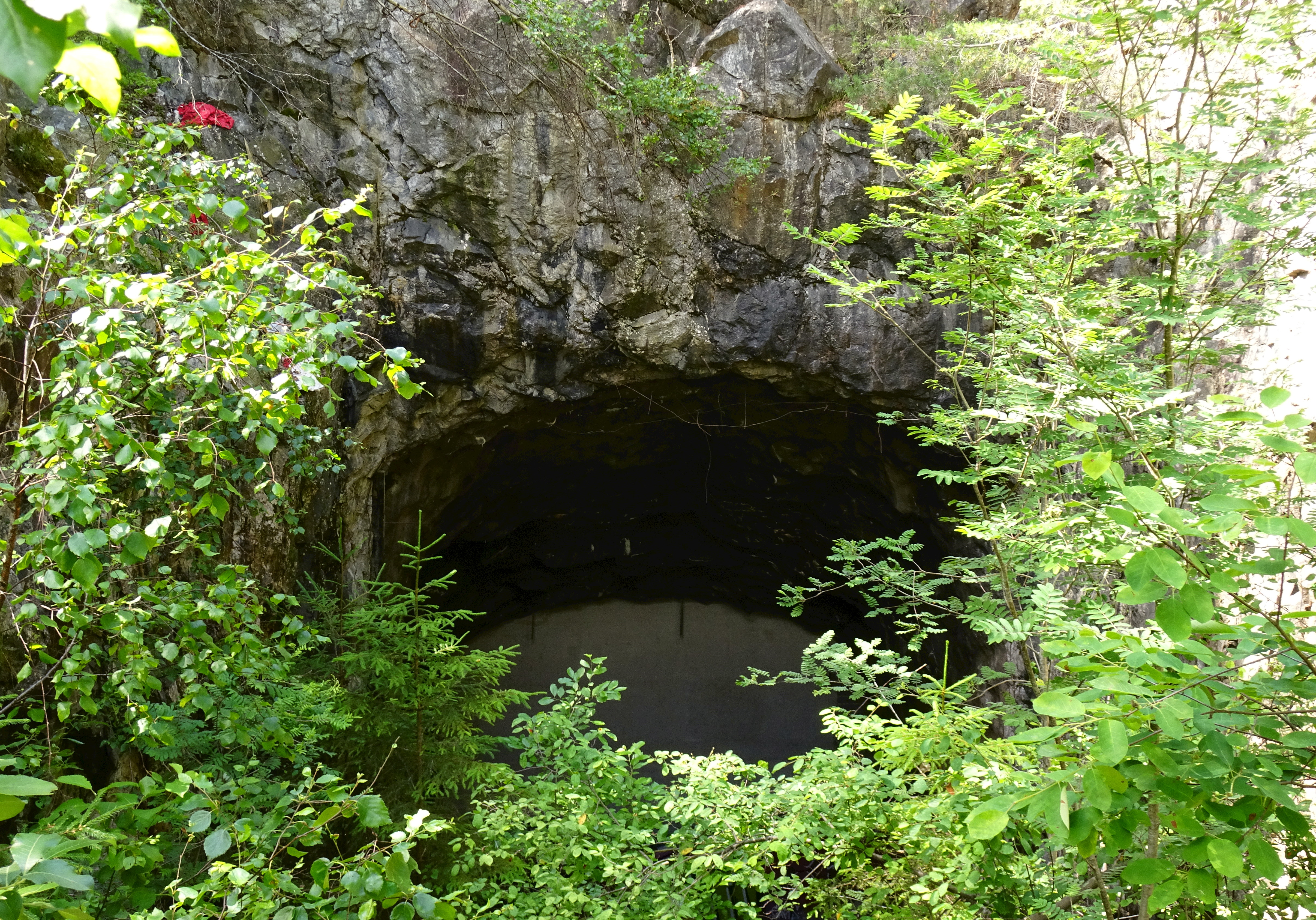
Den planerade norra uppgången till Masmo T-banestation på Masmoberget.
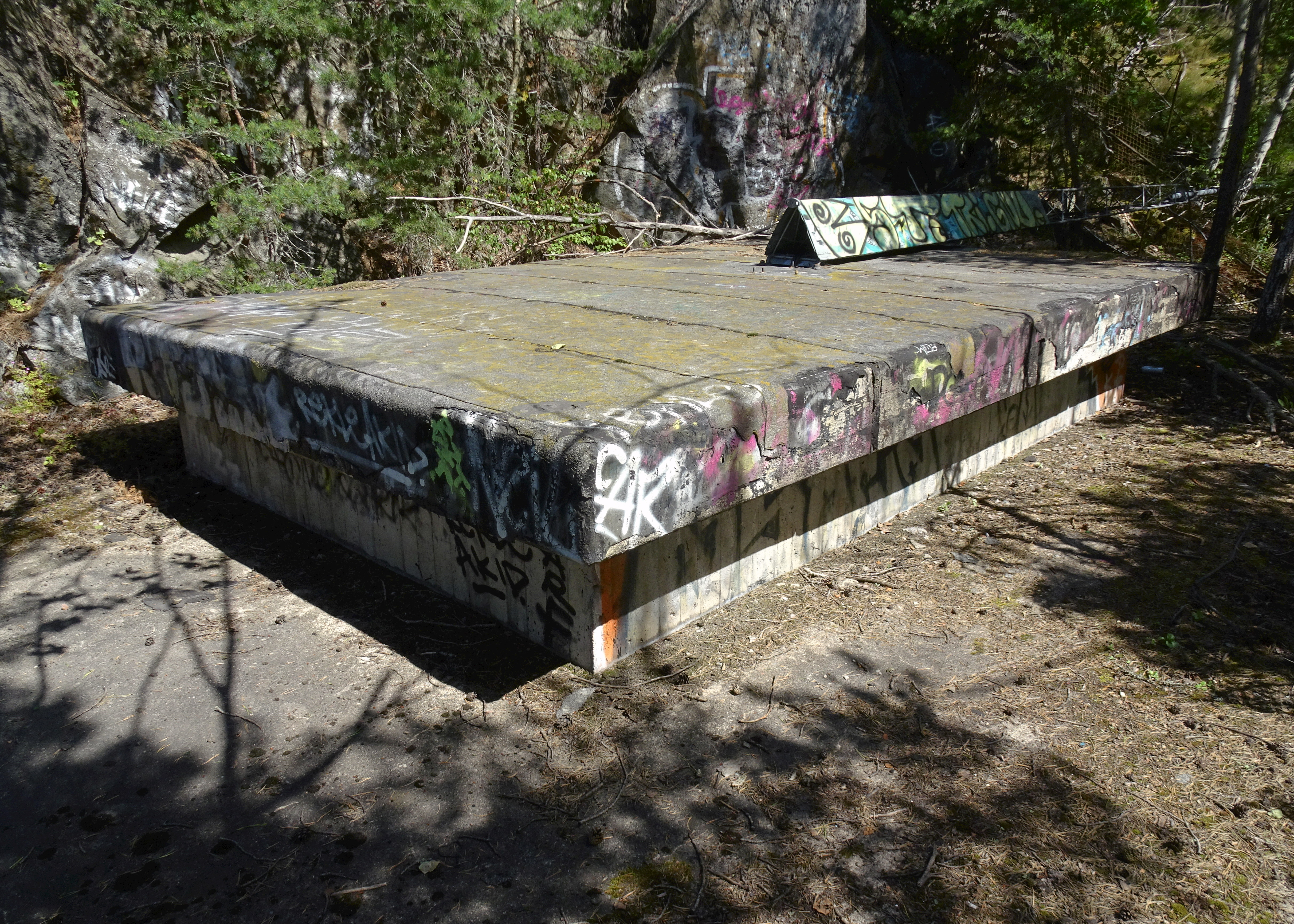
Den planerade hissen till Masmo T-banestation på Masmoberget.
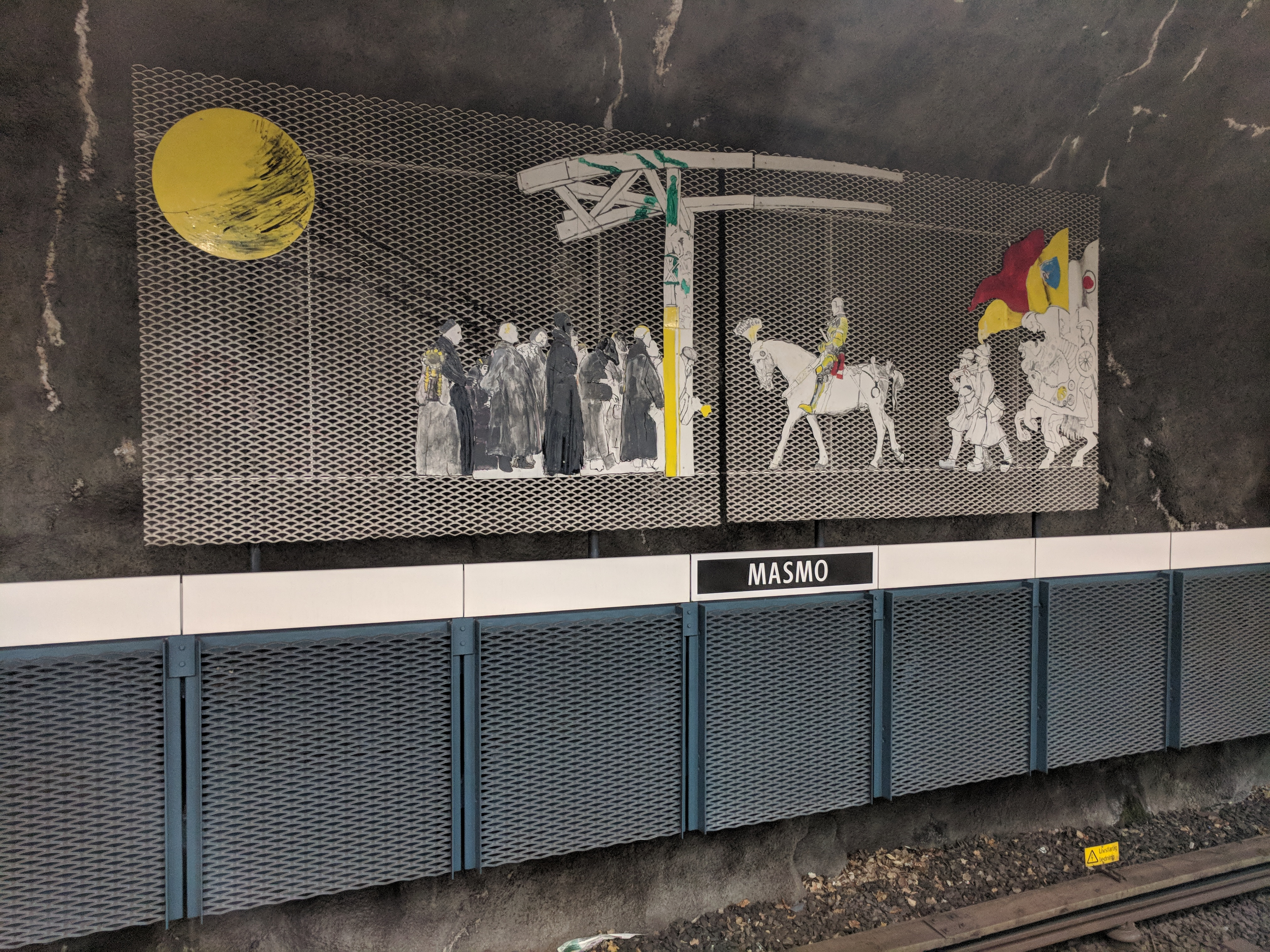
Konstnärlig utsmyckning
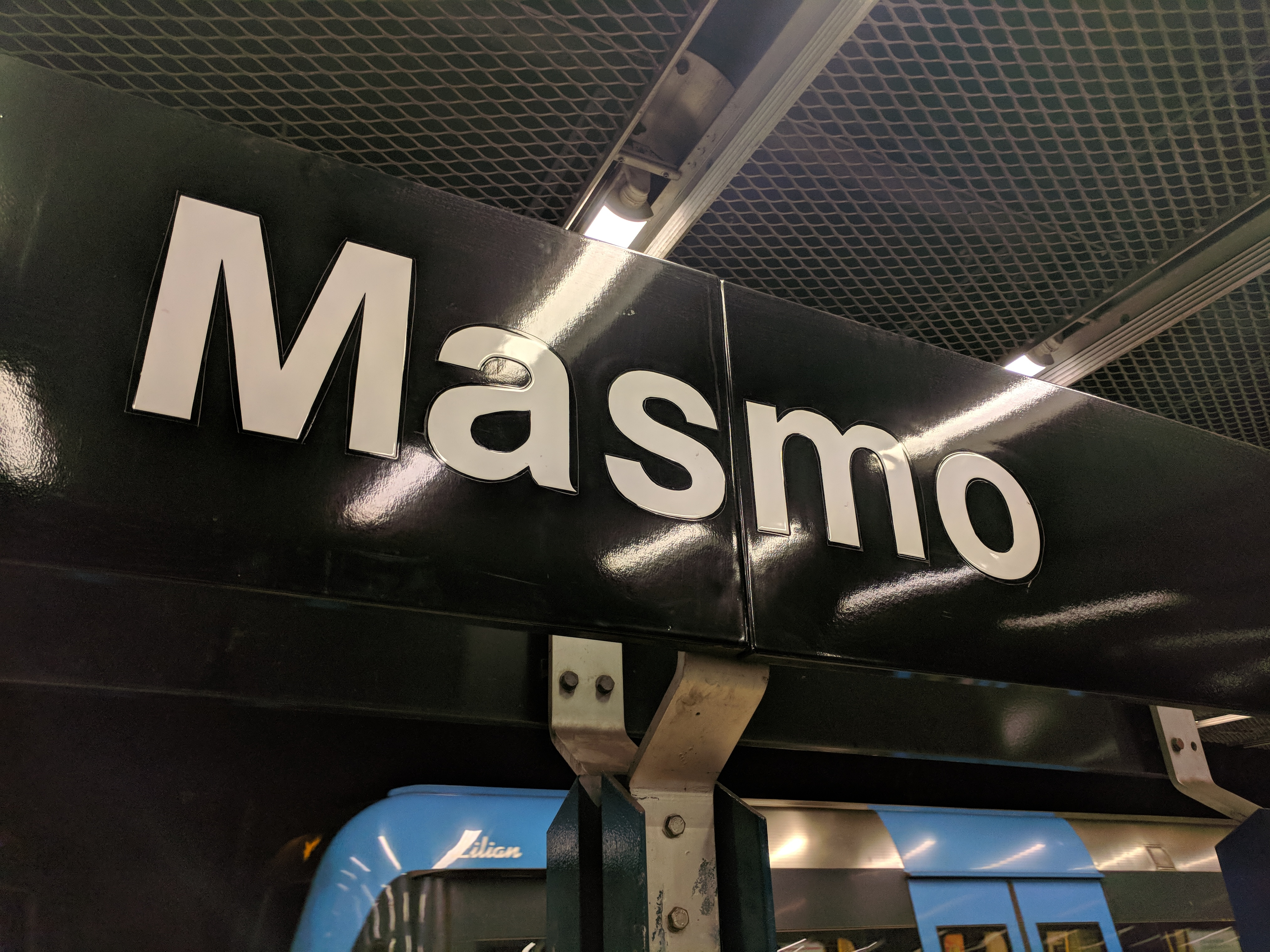
Stationsskylt